# Piz d'Arpiglias
Piz d'Arpiglias är en bergstopp i Schweiz.   Den ligger i regionen Engiadina Bassa/Val Müstair och kantonen Graubünden, i den östra delen av landet, 200 km öster om huvudstaden Bern. Toppen på Piz d'Arpiglias är 3 027 meter över havet, eller 304 meter över den omgivande terrängen. Bredden vid basen är 3,6 km.
Terrängen runt Piz d'Arpiglias är huvudsakligen bergig. Runt Piz d'Arpiglias är det mycket glesbefolkat, med 4 invånare per kvadratkilometer.. Närmaste större samhälle är Scuol, 15,9 km öster om Piz d'Arpiglias. 
I omgivningarna runt Piz d'Arpiglias växer i huvudsak barrskog.